# Орій Такао
Орій Такао (яп. 折井 孝男; нар. Японія) — японська футболістка та тренерка. Працювала головною тренеркою жіночої збірної Японії.

## Кар'єра тренера
У 1984 році була призначена тренеркою жіночої збірної Японії, яка вирушила в турне Китаєм. Керувала збірною в 3-х поєдинках, в кожному з яких японки зазнали поразки.